# Bill Sweedler
William „Bill” Sweedler (ur. 11 października 1966 roku) – amerykański kierowca wyścigowy.

## Kariera
Sweedler rozpoczął karierę w międzynarodowych wyścigach samochodowych w 2007 roku od startów w SCCA Pro Racing SIRIUS Satellite Radio Mazda MX-5 Cup. Z dorobkiem 58 punktów został sklasyfikowany na osiemnastej pozycji w końcowej klasyfikacji kierowców. W późniejszych latach Amerykanin pojawiał się także w stawce SCCA Pro Racing Playboy Mazda MX-5 Cup, IMSA GT3 Cup Challenge, Patrón GT3 Challenge by Yokohama, American Le Mans Series, Continental Tire Sports Car Challenge, Grand American Rolex Series, FIA World Endurance Championship, United SportsCar Championship, Ferrari Challenge North America i w stawce 24-godzinnego wyścigu Le Mans.

## Wyniki w 24h Le Mans
| Rok  | Zespół         | Partnerzy                | Samochód                       | Klasa    | Okr. | Poz. | Klasa Pos. |
| ---- | -------------- | ------------------------ | ------------------------------ | -------- | ---- | ---- | ---------- |
| 2015 | Scuderia Corse | Townsend Bell Jeff Segal | Ferrari 458 Italia GT2-Ferrari | LMGTE Am | 330  | 24   | 3          |